# Lo Breier
Lodewijk „Lo“ Breier (* 24. Jänner 1953 in Wien; † 29. Juni 2025 ebenda) war ein österreichischer Kreativdirektor und Designer. Er wurde bekannt als innovativer Artdirektor der Zeitgeist-Magazine Wiener und Tempo. Breier zählt zu den ersten Grafikdesignern, die ein umfassendes, ganzheitliches Verständnis von Gestaltung entwickelten.

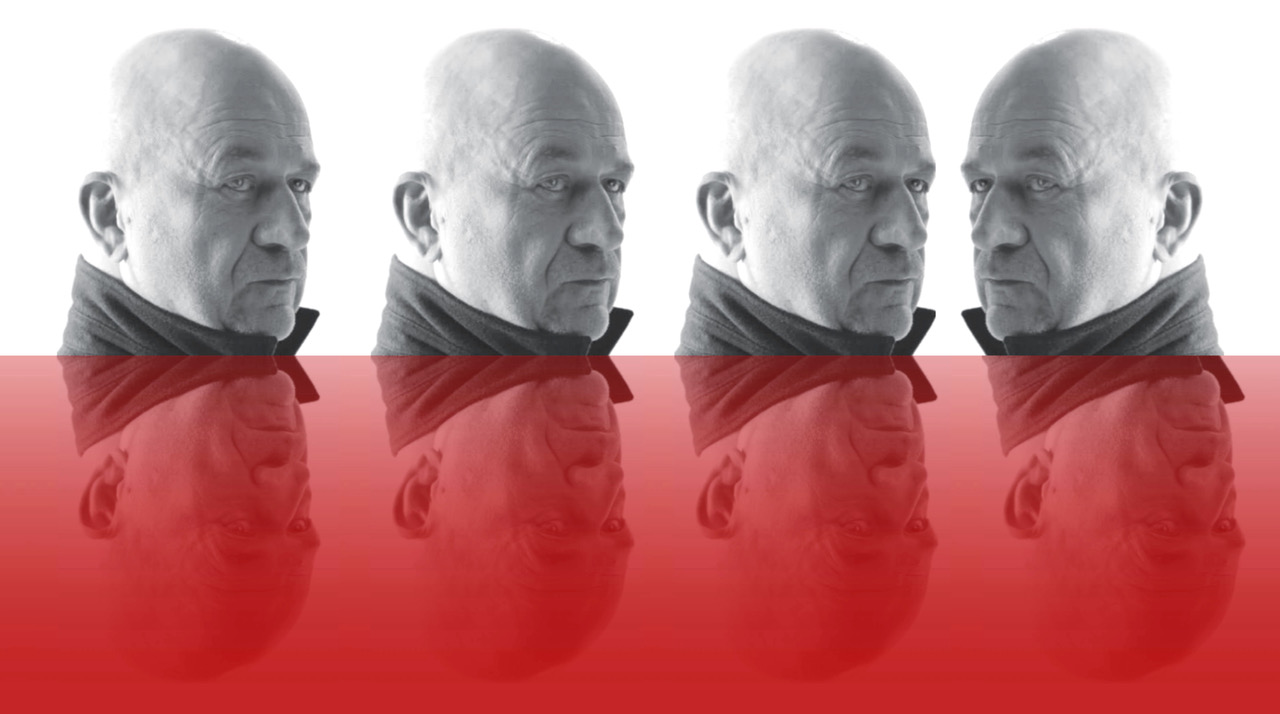
Lo Breier, 2020

## Leben
Breier war der Sohn eines Holländers und einer Österreicherin. Sein erstes Geld verdiente er mit dem Verkauf von Jimi-Hendrix-Plakaten als Siebdruck. Die Abnehmer dafür fand er im Wiener Szenelokal Camera Club, wo auch der Popsänger Falco regelmäßig verkehrte.

### Wien (Wiener)
Nach dem Abschluss der Meisterklasse an der „Graphischen“ in Wien folgte bald der erste Erfolg: Breier erzielte den 1. Platz für das beste Plakat des Jahres für die Stadt Wien. Später arbeitete Breier für Designbüros wie Fuhrherr sowie Mark & Nevosad. Prägend für Breiers Berufsweg war das Jahr 1980, und damit die Arbeit für die Wiener Werbeagentur GGK, die das Grafikdesign für das frühe Zeitgeist-Magazin Wiener ausführte. 1984 erschien das von ihm gestaltete Falco-Album Junge Roemer.

### Hamburg (Tempo)
1985 holte ihn der österreichische Medienmanager Markus Peichl nach Hamburg zum Jahreszeiten Verlag, wo ein weiteres Magazin mit seiner grafischen Linie entstand: Tempo. Von 1986 bis 1996 arbeitete Breier zusammen mit Neville Brody am Tempo-Heft. „Der Erfolg und Einfluss dieser Magazine [Wiener und Tempo] beruhte neben ihrer kräftigen, stark durch Fotografie und Typografie geprägten visuellen Sprache, auf der spannungsvollen Dramaturgie, die Breier für jedes Heft entfaltete.“

### Büro X
1990 beteiligte er sich an der Gründung der Designagentur mit dem Namen Büro X  in Hamburg sowie Wien und verließ diese im Jahr 2000. Daraufhin gründete er die P. Agentur für Markengestaltung und beendete dabei seine Geschäftsführung im Jahre 2003. Als Begründung für das Verlassen der beiden Agenturen führte er an: „Wir waren für die wirklich großen Kunden zu klein, und mit den interessanten kleinen Kunden kann man letztendlich nicht wirklich überleben.“ Seine Firmenkunden waren u. a. ARD, Swatch, Die Woche, MuseumsQuartier Wien, Münchner Rück, Telekom Austria sowie Porsche, Bogner, Mercedes, Helmut Lang, Joop und Prada. Von 2003 bis 2005 war Lo Breier Kreativpartner bei der Wiener Werbeagentur Bluetango.
2005 wurde Breier als Professor für Corporate Design an die Universität Essen berufen. Außerdem hielt er Vorträge und hatte Lehraufträge an mehreren Kunst- und Design-Hochschulen in Deutschland und Österreich. Unter anderem unterrichtete er gemeinsam mit Peter Wippermann (Editorial Design) und Bernhard Prinz (Fotografie) an der ehemaligen Folkwangschule.(Quelle?)

### Berlin (Springer)
2007 wechselte er nach Berlin zum Springer Verlag als Artdirektor für Bild am Sonntag. Er gehörte auch der Chefredaktion an und verließ 2015 den Springer Verlag.
Danach arbeitete er als „freier Kreativer“ für Kunden wie die Universität Wien, das Magazin der Deutschen Bahn mobil und für den ADC mit dem Band „WirD! 50 Ideen für Deutschland“. Breier war Mitglied des Art Directors Club (ADC) und des Creativ Club Austria (CCA) sowie Vorstandsmitglied der Lead Academy. Mitte der 2010er Jahre kehrte er wieder zum Berliner Büro von Büro X zurück.
Nach eigenen Angaben war er besonders mit drei Projekten zufrieden: dem LP-Album Junge Roemer von Falco, dem Magazin Tempo und dem Ausstellungsplakat für die documenta 10.
2020 wurde er in Frankfurt vom ADC Deutschland für sein Lebenswerk ausgezeichnet.

## Ausstellung
- Lo's [sic!] Hawara [öster.: Freunde] – Lo Breiers visuelle Freunde seit 1985. designxport, Hamburger Hafen, 12. Mai 2016 – 25. Juni 2016.[21] Breier gestaltete seine Ausstellung selbst mit rund 50 Exponaten – hauptsächlich Fotografien – seiner namhaften Freunde, denen er auch die Auswahl ihrer eigenen Beiträge überließ.[22]
- Design Talks Politics, designxport, Hamburger Hafen 1. Juli bis 9. September 2017, Breier kuratierte gemeinsam mit Babette Peters die Ausstellung mit Keyvisuals, unter anderem von Mirko Borsche, Ruedi Bahr, Esra Gülmen, Esther Czaka und Stefan Sagmeister.

## Buchgestaltungen
- Fritz Emslander (Hrsg.): Sigmar Polke. Fotografien 70–80. Herausgegeben vom Museum Morsbroich, Leverkusen 2018, DNB 1177826003, Ausstellungskatalog.
- Markus Peichl (Hrsg.): Ironimus. Cartoons 1948–2018. Buchgrafik von Lo Breier und Charlotte Hafke. Residenz Verlag, Salzburg 2018, ISBN 978-3-7017-3453-5.
- Stephan Vogel (Hrsg.): WirD! 50 Ideen für Deutschland. Buchgrafik von Lo Breier und Anja Steinig. Herausgegeben vom Art Directors Club für Deutschland e.V. seltmann+söhne, Berlin 2015, ISBN 978-3-944721-49-1, Inhaltsangabe.